# Dean James
Pour les articles homonymes, voir James.
Dean James, né le 30 avril 2000 à Leyde aux Pays-Bas, est un footballeur international indonésien, d'origine néerlandaise, qui joue au poste d'arrière gauche au Go Ahead Eagles.

## Biographie

### En club

#### FC Volendam
Né à Leyde aux Pays-Bas, Dean James est notamment formé par l'Ajax Amsterdam avant de rejoindre en 2020 le SC Cambuur. Il joue son premier match en professionnel avec ce club le 23 octobre 2020, lors d'une rencontre de championnat, face au FC Dordrecht. Il entre en jeu à la place de Nick Doodeman (en) et se fait remarquer en inscrivant également son premier but en professionnel, participant ainsi à la victoire de son équipe par sept buts à un,.
Il participe à la montée du club en première division à l'issue de la saison 2021-2022, le FC Volendam étant officiellement promu le 22 avril 2022, après une victoire face au FC Den Bosch (1-2),.
Il joue son premier match en Eredivisie, l'élite du football néerlandais, le 28 août 2022, face au FC Twente. Il entre en jeu et son équipe s'impose par un but à zéro.

#### Go Ahead Eagles
Le 18 juillet 2023 Dean James rejoint librement le Go Ahead Eagles, après un essai avec le club ayant débuté au début du mois. Il signe un contrat de trois ans, soit jusqu'en juin 2026.
Il joue son premier match sous ses nouvelles couleurs le 15 septembre 2024, lors de la sixième journée de la saison 2023-2024 d'Eredivisie, face au Fortuna Sittard. Il entre en jeu à la place de Bas Kuipers et son équipe l'emporte par trois buts à zéro.